# 浅井駅
浅井駅（あさいえき）は、かつて熊本県上益城郡甲佐町にあった熊延鉄道の駅（廃駅）である。

## 歴史
- 1923年（大正12年）4月28日：御船鉄道（後に熊延鉄道）御船 - 甲佐間開通に伴い開業。
- 1964年（昭和39年）3月31日：熊延鉄道廃線に伴い廃止。

## 駅構造
島式ホーム1面2線を有する地上駅であった。

## 隣の駅
熊延鉄道
下早川駅 - 浅井駅 - 甲佐駅